# Unione Sportiva Livorno 1939-1940
Questa voce raccoglie le informazioni riguardanti l'Unione Sportiva Livorno nelle competizioni ufficiali della stagione 1939-1940.

## Stagione
Dopo la retrocessione si volta pagina, si affidano le sorti tecniche ad uomo che ha dato molto alla causa amaranto, Pietro Piselli. In campionato il Livorno staziona nei quartieri alti della classifica con Lucchese, Siena, Atalanta ed Anconitana. Poi arriva un calo e dopo il pari interno con il Pisa il tecnico viene avvicendato dall'ungherese József Viola, la sferzata serve alla squadra che batte subito la capolista Atalanta, poi però ritorna ad alternare i risultati. Dopo la sconfitta di Padova ritorna Pietrino Piselli, la doppia vittoria in terra siciliana, e le vittorie con Sanremese e Vigevano, lanciano i labronici, che tuttavia otterranno la certezza della promozione vincendo l'ultima in casa con il Verona.
Stavolta se la ride Livorno che risale subito in Serie A, e piange Lucca. Assoluto protagonista della stagione labronica Vinicio Viani autore di 35 reti nelle trentuno partite di campionato, e di 2 reti nelle due partite disputate in Coppa Italia.

## Rosa
| N. |                   | Ruolo | Calciatore         |
| -- | ----------------- | ----- | ------------------ |
|    | Italia (bandiera) | P     | Rodolfo Agostini   |
|    | Italia (bandiera) | A     | Sergio Angelini    |
|    | Italia (bandiera) | C     | Rutilio Baldoni    |
|    | Italia (bandiera) | C     | Ostilio Capaccioli |
|    | Italia (bandiera) | A     | Angelo Cattaneo    |
|    | Italia (bandiera) | A     | Giovanni Costanzo  |
|    | Italia (bandiera) | C     | Umberto De Angelis |
|    | Italia (bandiera) | D     | Pietro Del Buono   |
|    | Italia (bandiera) | C     | Amelio Lami        |
|    | Italia (bandiera) | A     | Angelo Pomponi     |

| N. |                   | Ruolo | Calciatore         |
| -- | ----------------- | ----- | ------------------ |
|    | Italia (bandiera) | C     | Bruno Rossi        |
|    | Italia (bandiera) | P     | Porthus Silingardi |
|    | Italia (bandiera) | A     | Mario Stua         |
|    | Italia (bandiera) | D     | Pietro Tabor       |
|    | Italia (bandiera) | C     | Renato Tori        |
|    | Italia (bandiera) | C     | Enzo Venturini     |
|    | Italia (bandiera) | A     | Vinicio Viani      |
|    | Italia (bandiera) | A     | Aurelio Zennaro    |
|    | Italia (bandiera) | A     | Mario Zidarich     |
|    | Italia (bandiera) | A     | Walter Zironi      |

## Campionato

### Girone di andata
| Arbitro: | Bertolio (Torino) |

|  |           |                     |
|  | Marcatori | 5’ Faini 86’ Degano |

| Arbitro: | Fois (Roma) |

|                   |           |  |
| Prata Pizzala 15’ | Marcatori |  |

| Arbitro: | Neri (Vicenza) |

|                                                       |           |                   |
| Viani II 63’ Angelini 65’ Zidarich I 75’ Cattaneo 79’ | Marcatori | 9’ (aut.) Baldoni |

| Arbitro: | Galeati (Bologna) |

|                        |           |                            |
| Cominelli 10’ Erba 69’ | Marcatori | 4’ Viani II 14’ Zidarich I |

| Arbitro: | Carminati (Milano) |

|                            |           |                      |
| Stua 51’, 55’ Viani II 81’ | Marcatori | 63’ (rig.) Pennacchi |

| Arbitro: | Forni (Trento) |

|                               |           |              |
| Zuccotti 42’ (rig.) Torti 55’ | Marcatori | 76’ Angelini |

| Arbitro: | Mazza (Torre del Greco) |

|               |           |  |
| N. Romano 32’ | Marcatori |  |

| Arbitro: | Viarengo (Asti) |

|                            |           |             |
| Zidarich 23’ Stua 50’, 55’ | Marcatori | 71’ Spadoni |

| Arbitro: | Salvatori (Roma) |

|  |           |              |
|  | Marcatori | 29’ Viani II |

| Arbitro: | Fois (Roma) |

|                                                         |           |                           |
| Zidarich 9’, 48’ Costanzo 34’ Viani 36’ (rig.) 42’, 54’ | Marcatori | 66’ Chinol 72’ Bettini G. |

| Arbitro: | Dattilo (Roma) |

|               |           |              |
| Pietruzzi 65’ | Marcatori | 16’ Viani II |

| Arbitro: | Zavattaro (Casale Monferrato) |

|                                     |           |  |
| Stua 8’ Viani II 12’, 29’, 34’, 71’ | Marcatori |  |

| Arbitro: | Garzena (Voghera) |

|                                                                  |           |  |
| Costanzo 3’, 51’, 61’ Zidarich 32’ Viani II 35’, 54’, 77’ (rig,) | Marcatori |  |

| Arbitro: | Cardinali (Milano) |

|               |           |                                |
| Acquarone 74’ | Marcatori | 15’ Tori 76’ Stua 85’ Viani II |

| Arbitro: | Scotto (Savona) |

|                        |           |             |
| Viani II 50’, 65’, 67’ | Marcatori | 80’ Ussello |

| Arbitro: | Neri (Vicenza) |

|                             |           |              |
| Viani II 5’, 54’ (rig.) 64’ | Marcatori | 4’, 33’, 50’ |

| Arbitro: | Mattea (Torino) |

|             |           |                                |
| Andreis 72’ | Marcatori | 1’, 26’, 85’ Stua 52’ Cattaneo |

### Girone di ritorno
| Arbitro: | Pirovano (Monza) |

|                           |           |  |
| Spivach 14’ D'Odorico 47’ | Marcatori |  |

| Arbitro: | Moretti (Genova) |

|                                                              |           |                         |
| Viani II 4’, 49’ Tori 50’ Cattaneo 70’ Zidarich 73’ Stua 74’ | Marcatori | 18’ Pozzo 60’ Donati II |

| Arbitro: | Mattea (Torino) |

|              |           |              |
| Mannocci 77’ | Marcatori | 45’ Viani II |

| Arbitro: | Dellarole (Roma) |

|                                       |           |  |
| Cattaneo 5’ Viani II 62’ Costanzo 76’ | Marcatori |  |

| Arbitro: | Galeati (Bologna) |

|                  |           |  |
| Di Benedetti 66’ | Marcatori |  |

| Arbitro: | Mattea (Torino) |

|          |           |  |
| Stua 39’ | Marcatori |  |

| Arbitro: | Cardinali (Milano) |

|                           |           |  |
| Viani II 50’ Angelini 77’ | Marcatori |  |

| Arbitro: | Biancone (Milano) |

|             |           |  |
| Spadoni 10’ | Marcatori |  |

| Arbitro: | Dellarole (Roma) |

|                           |           |  |
| Stua 9’ Viani II 81’, 85’ | Marcatori |  |

| Arbitro: | Ciamberlini (Sampierdarena) |

|                             |           |             |
| Degli Esposti 12’ Pavan 47’ | Marcatori | 14’ Zennaro |

| Arbitro: | Moretti (Genova) |

|                             |           |             |
| Viani II 16’ Zidarich I 73’ | Marcatori | 62’ Robotti |

| Arbitro: | Ciamberlini (Sampierdarena) |

|            |           |                          |
| Celant 50’ | Marcatori | 5’, 9’ Viani II 42’ Stua |

| Arbitro: | Biancone (Roma) |

|              |           |                                              |
| Nicolosi 84’ | Marcatori | 4’, 85’ Stua 32’ (rig.) Viani II 34’ Pomponi |

| Arbitro: | Rizzo (Messina) |

|                       |           |  |
| Stua 10’ Zidarich 49’ | Marcatori |  |

| Arbitro: | Ciamberlini (Sampierdarena) |

|           |           |                                    |
| Cason 54’ | Marcatori | 15’, 29’, 48’ Pomponi 80’ Viani II |

| Arbitro: | Dattilo (Roma) |

|                        |           |              |
| Perini 52’ Moretti 77’ | Marcatori | 56’ Viani II |

| Arbitro: | Marsciani (Modena) |

|                                                     |           |  |
| Stua 2’, 4’ Venturini 24’ Costanzo 32’ Angelini 85’ | Marcatori |  |

## Coppa Italia
| Arbitro: | Moretti (Genova) |

|  |           |              |
|  | Marcatori | 35’ Viani II |

| Arbitro: | Moretti (Genova) |

|                               |           |              |
| Andreolo 12’, 70’ Toscani 49’ | Marcatori | 53’ Viani II |